# Лученок Марина Анатоліївна
Марина Анатоліївна Лученок (біл. Марына Анатолеўна Лучанок; нар. 1 грудня 1978, Берестя, Білоруська РСР) — білоруська футболістка та тренерка, виступала на позиції півзахисниці.

## Життєпис
Після завершення школи вступила до інституту фізкультури, стала тренеркою зі спорту. Як тільки розпочала займатися футболом, її запросили у бобруйський жіночий футбольний клуб «Трикатажниця». З 1993 року виступала за Бобруйськ. У 2005 році почала грати за молоду мінську команду «Зорка-БДУ», а в 2007 році знову повернулася до Бобруйська. З 2013 року грала за мінську команду «Мінськ».
Після закінчення футбольної кар'єри працює тренеркою жіночого футбольного клубу «Мінськ».